# Cladonia diversa
Cladonia diversa Asperges (1983), è una specie di lichene appartenente al genere Cladonia,  dell'ordine Lecanorales.
Il nome proprio deriva dall'aggettivo latino diversus, che significa diverso, volto in direzioni opposte, ad indicare la struttura della parte sommitale degli apoteci.

## Caratteristiche fisiche
Ha un'ecologia molto simile a quelle di C. coccifera e C. pleurota, pur preferendo habitat più umidi. Il sistema di riproduzione è principalmente asessuato, attraverso i soredi o strutture similari, quali ad esempio i blastidi. Il fotobionte è principalmente un'alga verde delle Trentepohlia, di preferenza una Trebouxia.

## Habitat
Questa specie si adatta soprattutto a climi di tipo temperato fresco o montano dell'area circumboreale. Rinvenuta su suoli organici e minerali in luoghi di consistente umidità. Predilige un pH del substrato da molto acido a valori intermedi fra molto acido e subneutro puro. Il bisogno di umidità spazia da igrofitico a mesofitico.

## Località di ritrovamento
La specie è stata rinvenuta nelle seguenti località:
- Germania (Renania-Palatinato, Brandeburgo);
- Spagna (Cantabria, Castiglia e León, Madrid);
- USA (New Jersey);
- Andorra, Danimarca, Finlandia, Islanda, Isole Azzorre, Lituania, Norvegia, Regno Unito, Svezia.

In Italia questa specie di Cladonia è estremamente rara:
- Trentino-Alto Adige, molto rara nelle zone montuose dell'intera regione, assente nelle valli
- Val d'Aosta, non è stata rinvenuta
- Piemonte, non è stata rinvenuta
- Lombardia, non è stata rinvenuta
- Veneto, molto rara nelle zone montuose settentrionali al confine con il Trentino
- Friuli, estremamente rara in alcune località al confine sloveno
- Emilia-Romagna, non è stata rinvenuta
- Liguria, non è stata rinvenuta
- Toscana, non è stata rinvenuta
- Umbria, non è stata rinvenuta
- Marche, non è stata rinvenuta
- Lazio, non è stata rinvenuta
- Abruzzi, non è stata rinvenuta
- Molise, non è stata rinvenuta
- Campania, non è stata rinvenuta
- Puglia, non è stata rinvenuta
- Basilicata, non è stata rinvenuta
- Calabria, non è stata rinvenuta
- Sicilia, non è stata rinvenuta
- Sardegna, non è stata rinvenuta.[2]

## Tassonomia
Questa specie, al 2008, è di incerta attribuzione per ciò che riguarda la sezione di appartenenza; a tutto il 2008 non sono state identificate forme, sottospecie o varietà.